# San Jerónimo Sosola
San Jerónimo Sosola es una localidad del estado mexicano de Oaxaca. Es cabecera del municipio de San Jerónimo Sosola.

## Demografía
| Censo | Población |
| ----- | --------- |
| 1900  | 934       |
| 1910  | 176       |
| 1921  | 948       |
| 1930  | 1045      |
| 1940  | 618       |
| 1950  | 499       |
| 1960  | 444       |
| 1970  | 474       |
| 1980  | 384       |
| 1990  | 248       |
| 1995  | 114       |
| 2000  | 110       |
| 2005  | 108       |
| 2010  | 95        |
| 2020  | 96        |